# دزیولسکی (دهانه)
دزیولسکی یک دهانه برخوردی در ماه‌ است.

## دهانه‌های اقماری
این دهانه ۱ دهانه اقماری دارد.
| Dziewulski | عرض جغرافیایی | طول جغرافیایی | قطر          |
| ---------- | ------------- | ------------- | ------------ |
| Q          | ۲۰.۵° N       | ۹۸.۲° E       | ۳۲.۰ کیلومتر |